# Studentenscouting
Studentenscouting is een leeftijds- en interessetak binnen de wereldwijde scoutingbeweging die speciaal bedoeld is voor studerende jongeren.

## Studentenscouting in Nederland

### Algemeen
Studentenscouting staat ook wel bekend als studentenstam of studentenscoutingvereniging. Studentenstammen zijn gevestigd in verschillende studentensteden, en bedoeld voor jongeren die studeren aan een hogeschool of universiteit. Alle Nederlandse studentenscoutinggroepen zijn ook onderdeel van Scouting Nederland. Als vereniging valt het buiten de traditionele speltak categorieën van Scouting Nederland, maar het heeft het meest overeen met Roverscouts (18-21 jaar) en Plus-scouts (21+ jaar). Het zijn Stammen gericht op studenten.
Een studentenscoutingvereniging is zowel een scoutinggroep als een studentenvereniging. De groep bestaat uit één of meerdere stammen en de leden zijn doorgaans studenten tussen de 18 en 25 jaar. Studentenscouting is over het algemeen kleinschaliger dan een standaard studentenvereniging.
In tegenstelling tot een gewone scoutingstam worden de leden geworven uit de studentenpopulatie van een stad en groeien de leden niet door vanuit een jongere leeftijdstak van de eigen scoutinggroep. De leden zijn niet noodzakelijk in hun jeugd reeds lid van scouting geweest. Waar de meeste Nederlandse scoutinggroepen hun opkomsten in het weekend draaien, is studentenscouting meestal op een doordeweekse avond actief.
Sommige studentenstammen zijn verbonden aan een lokale scoutinggroep als een speltak binnen die scoutinggroep. Andere studentenstammen hebben er voor gekozen een als een onafhankelijke scoutingvereniging te bestaan en hebben dan misschien wel relaties met lokale scoutinggroepen, maar zijn niet aan die groep verbonden als een speltak. De studentenstammen die onafhankelijk zijn beginnen bijna allemaal als een informele vereniging voor ze formeel als een vereniging met volledige rechtsbevoegdheid opgericht worden.

### Samenwerkingsverband
Studentenscouting Nederland, ook wel bekend als SSN, is een samenwerkingsverband tussen de verschillende actieve Nederlandse studentenstammen. Er bestond al eerder een samenwerkingsverband tussen de Nederlandse studentenstammen, maar werd als formele vereniging notarieel opgericht op 24 november 2022. De samenwerking was tot stand gekomen vanwege een toenemende behoefte aan contact tussen verschillende studentenstammen in het land, gezamenlijke activiteiten en de grote groei van het aantal studentenstammen.
Studentenscouting Nederland bestaat om het concept Studentenscouting bekender te maken en te promoten. Zo vertegenwoordigt SSN de studentenstammen bij Scouting Nederland. Verder ondersteund het nieuwe studentenstammen die worden opgericht en bevorderd SSN het onderlinge contact tussen de stammen. Ook is SSN er om invulling te geven aan de behoefte meer met de verschillende studentenstammen samen te doen. Zo worden er jaarlijks gezamenlijke activiteiten georganiseerd zoals een gezamenlijk Gala en gezamenlijk weekendkamp. Ook onderhoudt Studentenscouting Nederland contacten met buitenlandse studentenscoutingorganisaties.
Het dagelijks bestuur van Studentenscouting Nederland bestaat uit studenten-leden van de verschillende studentenstammen en wordt de Landelijke Vertegenwoordiging (LV) genoemd. In plaats van een groeps- of regioraad kent Studentenscouting Nederland de Raad der Studentenstammen. In de praktijk functioneert deze vergadering vergelijkbaar aan een groeps- of regioraad, met een vertegenwoordiging per studentenstam.

### Studentenscoutinggroepen in Nederland
| Naam Studentenstam | Gevestigd in welke stad | Onafhankelijk of niet                      | Oprichtingsdatum                                                | Lidmaatschap Studentenscouting Nederland | Idee achter de naam |
| ------------------ | ----------------------- | ------------------------------------------ | --------------------------------------------------------------- | ---------------------------------------- | --- |
| Delftsche Zwervers | Delft                   | Onafhankelijk                              | Actief, formeel sinds 11 oktober 1920                           | Lid                                      | "Zwerver" is een hele vroege Nederlandse vertaling van de Engelse "Rovers" speltak. |
| LEDStam            | Eindhoven               | Onafhankelijk                              | Actief sinds september 2018, formeel opgericht in april 2019    | Lid                                      | LED als verwijzing naar de bijnaam 'lichtstad' voor Eindhoven |
| Radix              | Enschede                | Onafhankelijk                              | Actief sinds december 2005, formeel opgericht in september 2014 | Lid                                      | Radix betekend letterlijk wortel in het Latijn. |
| Martinistam        | Groningen               | Onafhankelijk                              | Actief sinds november 1999, formeel opgericht in november 2001  | Lid                                      | Vernoemd naar de Martinitoren. |
| Luwt Stam          | Leeuwarden              | Onafhankelijk                              | Actief sinds september 2020, formeel opgericht in mei 2023      | Aspirant-lid                             | Luwt betekent Leeuwarden in het Bildts. |
| Sleutelstam        | Leiden                  | Onafhankelijk                              | Actief sinds juni 2017, formeel opgericht in oktober 2020       | Lid                                      | Naar de bijnaam Sleutelstad voor Leiden. Afgeleid van de sleutels in het wapen van de stad. |
| NovioMaguStam      | Nijmegen                | Onafhankelijk                              | Actief sinds april 1982, formeel opgericht in juni 2023         | Lid                                      | Van Noviomagus (nieuw veld), een verlatijnst Keltisch toponiem dat aan onder andere Nijmegen werd gegeven. |
| U.F.O.-Stam        | Utrecht                 | Onafhankelijk                              | Actief sinds september 2018, formeel opgericht in augustus 2019 | Lid                                      | De afkorting U.F.O. is een referentie naar de het gebouw De Inktpot met een ufo op het gebouw. Waar de afkorting voor staat veranderd met elk bestuur. |
| Yggdrasilstam      | Wageningen              | Plusscout speltak van lokale scoutinggroep | Actief sinds 1983                                               | Lid                                      | De oorsprong van de naam “Yggdrasilstam” is onduidelijk en er bestaat tot op heden geen consistent verhaal. Waarschijnlijk waren er onder de eerste leden een aantal fanatieke natuurliefhebbers die ook geïnspireerd waren door de Noorse mythologie. Yggdrasil is in deze mythologische verhalen een wereldboom. |
| MOSA Stam          | Maastricht              | Onafhankelijk                              | In oprichting                                                   | Oprichting wordt ondersteund door SSN    | Van Mosa Trajectum, de Latijnse naam voor Maastricht. |
| Trolleystam        | Arnhem                  | Plusscout speltak van lokale scoutinggroep | Actief sinds februari 2022, nog in oprichting                   | Oprichting wordt ondersteund door SSN    | Vernoemd naar de Trolleybussen die nog altijd in Arnhem rijden. |
| Kruikenstam        | Tilburg                 | Onafhankelijk                              | In oprichting                                                   | Oprichting wordt ondersteund door SSN    | Afgeleid van Kruikenstad, de carnavalsnaam van Tilburg. |

### Geschiedenis
In de eerste helft van de twintigste eeuw, toen de hele scoutingbeweging nog heel jong was, waren er relatief veel ontwikkelingen rondom studentenstammen in Nederland:
- In 1916 bestonden er in Delft en in Utrecht Studentenclubs van oud-Padvinders.[6]
- Eind 1920 werd de Delftsche Zwervers opgericht en volgde de Delftsche Studentenclub van Oud-Padvinders op.[7]
- In 1924 werd een oproep gedaan om een Utrechtse Studenten voortrekkersstam op te richten.[8]
- In 1925 werd er een oproep geplaatst voor aanstaande studenten om lid te worden van de Leidsche Studenten Voortrekkersstam.[9]
- In 1925-1926 vierden de Delftsche Zwervers hun eerste lustrum, bestond er een Leidse studentenstam en waren er geruchten over een studentenstam in Wageningen.[10]
- Rond 1926 was er enig contact tussen de voortrekkers op de Koloniale Landbouwschool in Deventer en de voortrekkersstam opgericht door leerlingen van de opleiding van de Nederlandsche Heide Maatschappij in Arnhem.[10]
- In 1932 was er in Groningen een Universiteits V.T. Stam.[11]
- In 1936 lijkt De Delftsche Zwervers de enige overgebleven studentenstam te zijn, de overige studentenstammen leken geen stand te houden en waren uit het zicht verdwenen. Een reden die werd genoemd was dat mensen toch vaak betrokken en lid blijven bij hun oude vereniging.[12]
- In 1940 waren er Katholieke Verkenners Universiteits-stammen in Utrecht en Nijmegen. Ook waren er pogingen tot oprichten in Leiden en Tilburg, maar deze waren niet geslaagd.[13]
- In 1946 was er in Rotterdam een Universiteits V.T.-stam. Ook werd er op internationaal niveau gesproken over een duidelijkere invulling geven aan de voortrekkersspeltak, iets wat volgens prominente figuren in de Scoutingbeweging niet goed op papier was gezet tot dat punt.[14]

In de tweede helft van de twintigste eeuw lagen de studentenstam ontwikkelingen ook niet stil, maar er is wel een veel rustigere periode:
- In mei 1950 doet de Katholieke St. Maartenstam te Utrecht een oproep je aan te melden voor het weekendkamp dat ze organiseren. De Student-Voortrekkersgroep identificeert zich hier als een ondervereniging van C.S. Veritas.[15]
- In juli 1950 wordt verder gepraat over het invullen van een Voortrekkersspeltak en studentenstammen worden als voorbeeld aangehaald.[16]
- In oktober 1950 wordt er een teleurgesteld bericht gedeeld over een nogal lage opkomst van Voortrekkers Grote Trek. In dit bericht is een erkenning dat die leeftijd er een vol van verandering is, onder andere wegens het gaan studeren, maar wordt ook gezegd dat als leden niet meer aan activiteiten mee doen ze beter lid af kunnen worden.[17]
- In januari 1951 wordt het 15 jarig bestaan van de St. Maartenstam uit Utrecht gevierd.[18]
- In juni 1951 plaatsen De Delftsche Zwervers een advertentie in het Nederlandse Padvinders tijdschrift voor aankomende studenten om lid te worden.[19]
- In 1964 wordt een deel van het Kruithuis in Delft in gebruik genomen door de studenten-roeivereniging Proteus Eretes, de rest wordt gehuurd door Scouting Nederland. Een paar jaar later trekken de Delftsche zwervers daar in als gebouw voor hun vereniging. Ze verhuisden intern een aantal keer binnen het gebouw en moesten er voor een paar jaar uit wegens renovaties. De Delftsche Zwervers zitten sinds 2000 in de westelijke kruittoren van het monument.[20]
- Aan het eind van de jaren '60 van de twintigste eeuw traden de Delftsche Zwervers wegens harde kritiek uit de toenmalige Nederlandsche Padvinders. Tot dat moment was de vereniging een diep gewortelde scouting vereniging, maar nadat ze uit overkoepelende Padvinders organisatie waren gestapt zijn ze zich meer als een studentenvereniging gaan profileren. De vereniging is later wel weer lid geworden van de toen nieuw ontstane Scouting Nederland en heeft dus nog altijd banden met Scouting.
- In 1982 ontstaat de NovioMaguStam uit een fusie van twee Nijmeegse Scoutinggroepen. Er komt een stam en een studentenstam, speciaal gericht op studenten.
- In 1983 wordt de Yggdrasilstam opgericht door een groep enthousiaste scouts die in Wageningen zijn gaan studeren in samenwerking met een lokale scoutingvereniging.
- In 1999 wordt tijdens een regio-overleg in Groningen het idee van een regionale stam oprichten opgebracht omdat veel stammen van de lokale verenigingen een gebrek aan leden hebben om echt een stam te hebben. In november dat jaar is er een eerste bijeenkomst. Dit wordt 2 jaar later gevolgd met de notariële oprichting en groeit later uit tot een relatief grote stamvereniging, de Martinistam. In tegenstelling tot de studentenstammen die eerder in de tweede helft van de twintigste eeuw zijn opgericht, is de Martinistam onafhankelijk van de lokale scoutingverenigingen.

Aan het begin van de eenentwintigste eeuw is er weer een toename aan activiteit rondom studentenscoutingstammen. Er worden er meer opgericht, maar er zijn er ook meerdere stammen die het niet halen:
- Rond het begin van de eenentwintigste eeuw er een studentenstam actief in Arnhem en Nijmegen genaamd de Waalstam. De precieze data van wanneer tot wanneer deze stam heeft bestaan zijn niet bekend.
- In december 2005 komt er een idee om in Enschede een studentenstam op te richten. Wat een studentenstam binnen Scouting Nederland is, is slecht gedefinieerd en het duurt mede daardoor nog een bijna 10 jaar voordat de Radix opgericht wordt.
- Rond 2010 is er een groep in Leiden die een studentenstam probeert op te richten onder de naam Sleutelstam. Deze groep wordt opgeheven en gaat op non-actief voordat het formeel opgericht is.
- Data voor wanneer het actief was ontbreken, maar Rotterdam heeft een studentenstam genaamd de Rotterstam gehad.
- Eind 2014 komt er voor het eerst een groep mensen bij elkaar om een Studentenscouting Amsterdam onder Plusscoutskring Aurora op te richten.[21] In september 2016 sluit daar een nieuwe groep enthousiastelingen bij aan, maar het wil niet lukken. Er is begin juli 2023 geen Studentenscouting Amsterdam
- In 2016 wordt er via Facebook gevraagd of er animo is voor een Leidse studentenscoutinggroep, dit werd met veel enthousiasme ontvangen. Al snel begon een klein groepje samen af te spreken en pakten ze de naam op die eer8der was blijven liggen: de Sleutelstam. In 2017 bestonden ze informeel met het eerste bestuur en in 2020 was de notariële oprichting en werd het een formele vereniging.
- In 2017 wordt er het idee van een alumni-stam voor afgestudeerde studenten vanaf 21 jaar in Amsterdam bedacht, de Stamsterdam. Omdat begin 2018 de oprichting van Studentenscouting Amsterdam strandde, heeft ook de oprichting van de alumni-stam nooit plaatsgevonden.[22]
- Met op 19 september 2018 een eerste bijeenkomst in de Sint Catherinakerk in Eindhoven begint er ook een studentenscouting in Eindhoven. Minder dan een jaar later is de LEDStam ook notarieel opgericht.
- In augustus 2018 ontstond het idee voor een Utrechtse Studentenscoutinggroep, die in september een eerste bijeenkomst had en een maand later een eerste bestuur. Binnen een jaar was ook de formele oprichting van de U.F.O.-Stam rond.
- In de zomer van 2020 wordt er via Facebook gevraagd of er animo is voor een Leeuwardse Studentenstam, die blijkt er te zijn! In de jaren daarna wordt er gewerkt aan een notariële oprichting en sinds mei 2023 bestaat de Luwt Stam formeel.
- Er zijn begin juli 2023 nog een aantal studentenstammen in oprichting, maar ook meerdere studentensteden waar geen studentenscoutinggroep is.

## Studentenscoutinggroepen buiten Nederland
Ook in het buitenland zijn er combinatie van Scouting en studentenorganisatie. Hoe dit is vormgegeven verschilt per land en per cultuur.
- Verenigd Koninkrijk: Aan ongeveer 40 hogescholen en universiteiten is een studentenscoutinggroep verbonden. Deze groepen zijn verenigd onder SSAGO (Artikel in Engelstalige Wikipedia).
- Verenigde Staten: Er bestaan bij de Amerikaanse hogescholen en universiteiten ongeveer 370 afdelingen van het scouting-studentencorps Alpha Phi Omega (Artikel in Engelstalige Wikipedia).
- Maleisië: Er zijn twee speciale (spel)takken voor studenten op universiteiten en hogescholen, namelijk Kumpulan Latihan Kelanasiswa Malaysia, KLKM (Malaysian University Rover Training Group) en Kumpulan Latihan Malaysia, KLM (Malaysian Training Group).[23]
- In België, Canada, Duitsland, Finland en Zweden zijn zeker bij enkele hogescholen en universiteiten lokale studentenscoutinggroepen.